# Reo Yamanaka
Reo Yamanaka (japanisch 山中 麗央 Yamanaka Reo; * 10. Juli 1999 in Chikuma, Präfektur Nagano) ist ein japanischer Fußballspieler.

## Karriere
Reo Yamanaka erlernte das Fußballspielen in der Jugendmannschaft des AC Nagano Parceiro sowie in der Universitätsmannschaft der Takushoku-Universität. Seinen ersten Vertrag unterschrieb er am 1. Februar 2022 bei seinem Jugendverein AC Nagano Parceiro. Der Verein aus Nagano, einer Stadt in der gleichnamigen Präfektur Nagano, spielt in der dritten japanischen Liga. Sein Drittligadebüt gab Reo Yamanaka am 10. April 2022 (5. Spieltag) im Heimspiel gegen den Iwaki FC. Hier stand er in der Startelf und wurde nach der Halbzeitpause gegen Naoki Sanda ausgewechselt. Iwaki gewann das Spiel mit 4:0. Sein erstes Drittligator schoss er am 29. April 2022 (10. Spieltag) im Heimspiel gegen den FC Gifu. In der 76. Minute traf er zur 2:1-Führung. Das Spiel endete 2:2.